# Owmby-by-Spital
Owmby-by-Spital est une paroisse civile et un village du Lincolnshire, en Angleterre.